# Chimonanthus campanulatus
Chimonanthus campanulatus là một loài thực vật có hoa trong họ Calycanthaceae. Loài này được R.H.Chang & C.S.Ding miêu tả khoa học đầu tiên năm 1980.